# Discografia di 6ix9ine
La discografia di 6ix9ine, rapper statunitense, comprende quattro album in studio, un EP, un mixtape e 21 singoli.

## Album

### Album in studio
| Anno | Titolo | Posizione massima | Posizione massima | Posizione massima | Posizione massima | Posizione massima | Posizione massima | Posizione massima | Certificazioni              |
| Anno | Titolo | US                | AUS               | CAN               | IRE               | NZ                | SWE               | UK                | Certificazioni              |
| ---- | --- | ----------------- | ----------------- | ----------------- | ----------------- | ----------------- | ----------------- | ----------------- | --------------------------- |
| 2018 | Day69: Graduation Day - Pubblicato: 23 febbraio 2018 - Etichetta: ScumGang, Tr3yway, TenThousand Projects - Formati: CD, LP, download digitale, streaming | 4                 | 11                | 5                 | 30                | 15                | 15                | 20                | - US: Oro - CAN: Oro        |
| 2018 | Dummy Boy - Pubblicato: 27 novembre 2018 - Etichetta: ScumGang, Create Music Group - Formati: LP, download digitale                                       | 2                 | 35                | 2                 | 12                | 8                 | 2                 | 30                | - US: Platino - UK: Argento |
| 2020 | TattleTales - Pubblicato: 4 settembre 2020 - Etichetta: Create Music Group - Formati: Download digitale, streaming                                        | 4                 | 39                | 5                 | 23                | 33                | 24                | 27                |                             |
| 2023 | Leyenda viva - Pubblicato: 16 giugno 2023 - Etichetta: La Corporaciòn - Formati: Download digitale, streaming                                             | –                 | –                 | –                 | –                 | –                 | –                 | –                 |                             |

### Mixtape
| Anno | Titolo                                                                                               | Posizione massima | Posizione massima | Posizione massima | Posizione massima | Posizione massima | Posizione massima | Posizione massima | Certificazioni |
| Anno | Titolo                                                                                               | US                | AUS               | CAN               | IRE               | NZ                | SWE               | UK                | Certificazioni |
| ---- | --- | ----------------- | ----------------- | ----------------- | ----------------- | ----------------- | ----------------- | ----------------- | -------------- |
| 2017 | Tekashi 69 - Pubblicato: 24 marzo 2017 - Etichetta: ScumGang - Formati: Download digitale, streaming | –                 | –                 | –                 | –                 | –                 | –                 | –                 |                |

### Extended Play
| Titolo      | Dettagli                                                                                                 |
| ----------- | --- |
| Blackballed | - Pubblicato: 29 dicembre 2023 - Etichetta: La Corporación Music - Formati: download digitale, streaming |

## Singoli
| Anno                                                                                          | Titolo                                                         | Posizione massima | Posizione massima | Posizione massima | Posizione massima | Posizione massima | Posizione massima | Posizione massima | Album        |
| Anno                                                                                          | Titolo                                                         | US                | AUS               | CAN               | IRE               | NZ                | SWE               | UK                | Album        |
| --------------------------------------------------------------------------------------------- | -------------------------------------------------------------- | ----------------- | ----------------- | ----------------- | ----------------- | ----------------- | ----------------- | ----------------- | ------------ |
| 2017                                                                                          | Gummo                                                          | 12                | —                 | 32                | —                 | —                 | —                 | —                 | Day69        |
| 2017                                                                                          | Kooda                                                          | 50                | —                 | —                 | —                 | —                 | —                 | —                 | Day69        |
| 2018                                                                                          | Keke (feat. Fetty Wap e A Boogie wit da Hoodie)                | 43                | —                 | —                 | —                 | —                 | —                 | 98                | Day69        |
| 2018                                                                                          | Gotti                                                          | 99                | —                 | —                 | —                 | —                 | —                 | 95                | Day69        |
| 2018                                                                                          | Tati (feat. DJ Spinking)                                       | 46                | —                 | —                 | —                 | —                 | —                 | 100               | Dummy Boy    |
| 2018                                                                                          | Fefe (feat. Nicki Minaj)                                       | 3                 | 8                 | 3                 | 21                | 3                 | 6                 | 17                | Dummy Boy    |
| 2018                                                                                          | Bebe (feat. Anuel AA)                                          | 30                | —                 | 25                | 81                | —                 | 62                | 67                | Dummy Boy    |
| 2018                                                                                          | Stoopid (feat. Bobby Shmurda)                                  | 25                | 63                | —                 | 36                | —                 | 25                | 34                | Dummy Boy    |
| 2019                                                                                          | Lanes (con Lil Ak)                                             | —                 | —                 | —                 | —                 | —                 | —                 | —                 | /            |
| 2020                                                                                          | Gooba                                                          | 3                 | 14                | 2                 | 4                 | 13                | 5                 | 6                 | TattleTales  |
| 2020                                                                                          | Trollz (con Nicki Minaj)                                       | 1                 | 45                | 4                 | 12                | —                 | 51                | 12                | TattleTales  |
| 2020                                                                                          | Yaya                                                           | 99                | —                 | 95                | 80                | —                 | —                 | 87                | TattleTales  |
| 2020                                                                                          | Punani                                                         | 107               | —                 | —                 | —                 | —                 | —                 | —                 | TattleTales  |
| 2021                                                                                          | Zaza                                                           | 90                | 37                | –                 | —                 | 91                | —                 | —                 | /            |
| 2022                                                                                          | Ginè                                                           | 83                | 26                | –                 | –                 | 80                | –                 | –                 | /            |
| 2023                                                                                          | Bori (feat. Lenier)                                            | –                 | –                 | –                 | –                 | –                 | –                 | –                 | Leyenda Viva |
| 2023                                                                                          | Wapae (feat. Lenier, Bulin 47, Angel Dior)                     | –                 | –                 | –                 | –                 | –                 | –                 | –                 | Leyenda Viva |
| 2023                                                                                          | Y Ahora (feat. Grupo Firme)                                    | –                 | –                 | –                 | –                 | –                 | –                 | –                 | Leyenda Viva |
| 2023                                                                                          | Shaka Laka (feat. TrifeDrew, Kodak Black, Yailin La Mas Viral) | 34                | –                 | –                 | –                 | –                 | –                 | –                 | Blackballed  |
| 2023                                                                                          | Feefafoo (feat. Yailin La Mas Viral, Ben El Tavori).           | –                 | –                 | –                 | –                 | –                 | –                 | –                 | Blackballed  |
| 2024                                                                                          | Coco (feat. Yailin La Mas Viral)                               | –                 | –                 | –                 | –                 | –                 | –                 | –                 | /            |
| "—" indica che l'opera non si è classificata o che non è stata pubblicata in quel territorio. |                                                                |                   |                   |                   |                   |                   |                   |                   |              |